# Phitchanon Chanluang
Phitchanon Chanluang (thailändisch พิชชานนท์ จันทร์หลวง, * 7. April 1997 in Chiangmai), auch als Non bekannt, ist ein thailändischer Fußballspieler.

## Karriere
Phitchanon Chanluang stand von 2013 bis 2016 bei Chiangrai United unter Vertrag. Der Verein aus Chiangrai spielte in der höchsten Liga des Landes, der Thai Premier League. Für Chiangrai absolvierte er ein Erstligaspiel. Nach der Hinserie 2016 wechselte er zur Rückserie zum Phayao FC. Mit dem Verein aus Phayao spielte er in der dritten Liga, der Regional League Division 2, in der Northern Region. 2017 unterschrieb er einen Vertrag beim Viertligisten Chiangrai City FC in Chiangrai. Mit dem Verein wurde er Vizemeister der Thai League 4 in der Northern Region und stieg in die dritte Liga auf. 2020 wurde er vom Zweitligaaufsteiger Phrae United FC aus Phrae unter Vertrag genommen. Nach zwei Spielzeiten, in denen er 32 Ligaspiele bestritt, wechselte er im Sommer 2022 zum Drittligisten Rongsee Maechaithanachotiwat Phayao FC. Mit dem Verein aus Phayao spielte er elfmal in der Northern Regeion der Liga. Der North Bangkok University FC, ein Drittligist, der in der Bangkok Metropolitan Region spielte, nahm ihn die Saison 2023/24 unter Vertrag. Am Ende der Saison wurde er mit dem Verein Vizemeister der Region und qualifizierte sich für die Aufstiegsspiele zur zweiten Liga. Hier konnte man sich jedoch nicht durchsetzen. Nach 26 Drittligaspielen, in denen er neun Treffer erzielte, wechselte er im Juli 2024 zum Zweitligisten Samut Prakan City FC. Für den Verein aus Samut Prakan bestritt er  13 Ligaspiele. Hierbei schoss er vier Tore. Im Dezember 2024 unterschrieb er einen Vertrag bei dem ebenfalls in der zweiten Liga spielenden Nakhon Si United FC. Nach fünf Ligaspielen wechselte er Ende Juli 2025 wieder in die dritte Liga. Hier unterschrieb er in Chiangmai einen Vertrag beim Maejo United FC.

## Erfolge
Chiangrai City FC
- Thai League 4: 2017 (Vizemeister)  ▲